# Publio Rutilio (tribuno de la plebe 169 a. C.)
Publio Rutilio (en latín, Publius Rutilius) fue un político romano del siglo II a. C.
Ocupó el tribunado de la plebe en el año 169 a. C. cuando se opuso a la ejecución de las órdenes de los censores. En consecuencia, fue privado de su tribu por estos y reducido a la condición de aerarius.